# عبد العزيز خالد (لاعب كرة قدم)
عبد العزيز خالد هو لاعب كرة قدم بحريني، ولد في 17 مارس 1997.

## وصلات خارجية
- عبد العزيز خالد على موقع قاعدة بيانات كرة القدم.إي يو (الإنجليزية)
- عبد العزيز خالد على موقع Soccerway.com (الإنجليزية)